# カレドニアン鉄道
カレドニアン鉄道（カレドニアンてつどう、英語: Caledonian Railway、CR）は、1847年から1923年に存在したスコットランドの大手鉄道会社である。19世紀初頭にイングランド側の鉄道網とグラスゴーを結ぶ鉄道を形成する目的で設立された後、次第に延伸を重ね、エディンバラやアバディーンにまで路線を延ばす他、グラスゴー周辺の支線網を充実させた。1923年の私鉄大合併でロンドン・ミッドランド・アンド・スコティッシュ鉄道に吸収合併される形で消滅したが、カレドニアン鉄道の主要路線の多くは現在も依然として使われており、中でもカーライル〜グラスゴー間のかつての本線は、グラスゴー付近の線形が改良されたものの、現在もイギリス屈指の大幹線であるウェスト・コースト本線の一部として使用されている。

## 概要

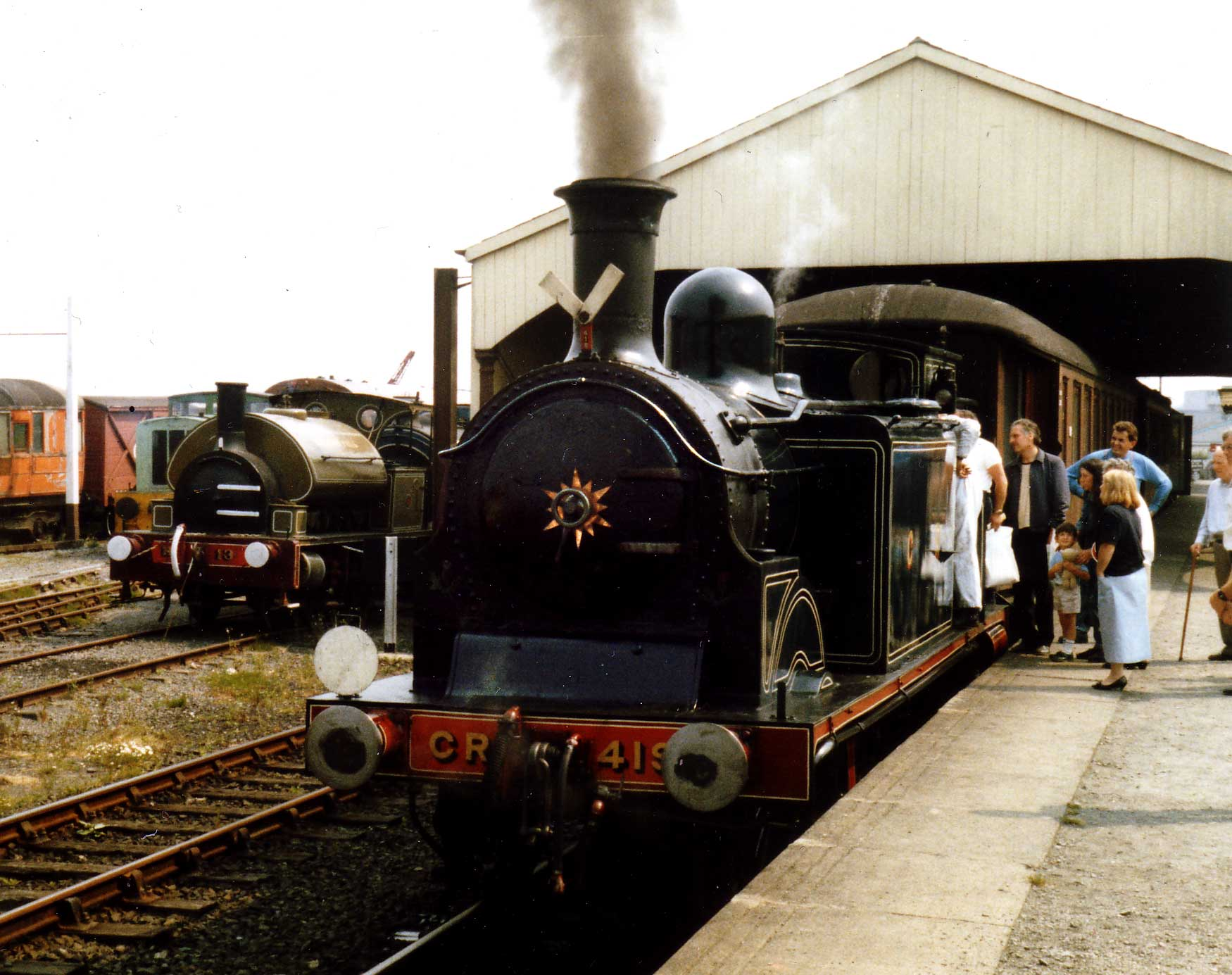
カレドニアン鉄道419号機関車

1830年代半ば、イングランドにおける鉄道は地域的なものから発展し、都市と都市を結ぶ長距離路線となり、そして鉄道網を形成するようになった。スコットランドでは、鉄道網を形成するのが進むべき方向であることは明らかであり、セントラル・ベルトを初期イングランド鉄道網へと連絡したいという望みがあった。イングランドと結ぶ鉄道が取るべきルートについて論争もあったが、1845年7月31日にカレドニアン鉄道が設立され、1848年にグラスゴー、エディンバラ、カーライルを結ぶ本線を開通させ、カーライルとミッドランズ、ロンドンを結んでいたイングランドのロンドン・アンド・ノース・ウェスタン鉄道と連合を形成した。1916年に書かれた技術者リチャード・プライス＝ウィリアムズの追悼記事には、カレドニアン鉄道の契約者はトーマス・ブラッシーと土木業者のジョージ・ヒールドであると書かれている。
スコットランドの投資家も出資してはいたが、株式の半分以上はイングランド側が保有していた。
カレドニアン鉄道は都市間鉄道として設立されたが、その後は既に認可された、あるいは新規に建設された鉄道路線を借り受けていくことで自社の領域を確保しにとりかかり、他のスコットランドの大きな鉄道会社、特にノース・ブリティッシュ鉄道やグラスゴー・アンド・サウス・ウェスタン鉄道と激しい競争を繰り広げた。ある地域では優位性を築いたものの、他の地域では成功を収めないままであった。その過程で多くの費用を費やしたものの、常に株主の承認を得られるとは限らなかった。
クライド湾で島のリゾートへ行く蒸気船の旅客がかなり増加し、グラスゴーから蒸気船の出港する桟橋に向かう速いボートトレインが運行された。カレドニアン鉄道は自社で蒸気船を運行する許可を得られなかったが、名目上は独立した友好的なカレドニアン蒸気船と提携した。
1923年にグレートブリテン島の鉄道網は1921年鉄道法によりグループ化され、カレドニアン鉄道は新しく設立されたロンドン・ミッドランド・アンド・スコティッシュ鉄道を形成する1社となった。合併時点で資本金は5700万ポンド（こんにちの32億7000万ポンドに相当）、線路長は2,827マイル（約4,550キロメートル）に達していた。
アバディーンからポートパトリック、オーバンからカーライルへと伸びており、急行旅客列車と多くの鉱物輸送を行っていた。

## 初期史

### ラナークシャーの石炭輸送線
18世紀の終わりになると、モンクランズの豊富な炭田からグラスゴーへ安価に石炭を運ぶという差し迫った必要は、全線が1794年に開通したモンクランド運河の建設によって満たされていた。これが炭田の発展をさらに促進したが、運河が独占に基づく運賃を強要したとされることへの不満から、スコットランドで最初の公共鉄道であるモンクランド・アンド・カーキンティロック鉄道の建設につながった。これは1826年に開通した。デービッド・マシェットが縞状鉄鉱床の利用方法を開発したことと、1828年にジェームズ・ボーモント・ニールソンが鉄の精錬において熱風を送る方式を発明したことで、鉄の生産が急速に増大し、コートブリッジにおける鉄鉱石と石炭の需要も増大した。
産業の発展が、特にガーンカーク・アンド・グラスゴー鉄道やウィショウ・アンド・コルトネス鉄道などの、モンクランド・アンド・カーキンティロック鉄道に繋がる他の鉄道の建設につながった。これらの2路線は協調して運営され、1841年に合併してグラスゴー・ガーンカーク・アンド・コートブリッジ鉄道となり、モンクランド・アンド・カーキンティロック鉄道およびその関連鉄道と競争を繰り広げた。こうした路線群はすべてこの地域の軌間である4フィート6インチ（1,372ミリメートル）を採用しており、旅客輸送は主な活動ではなかったため「石炭路線」と呼ばれていた。

### イングランドの鉄道網

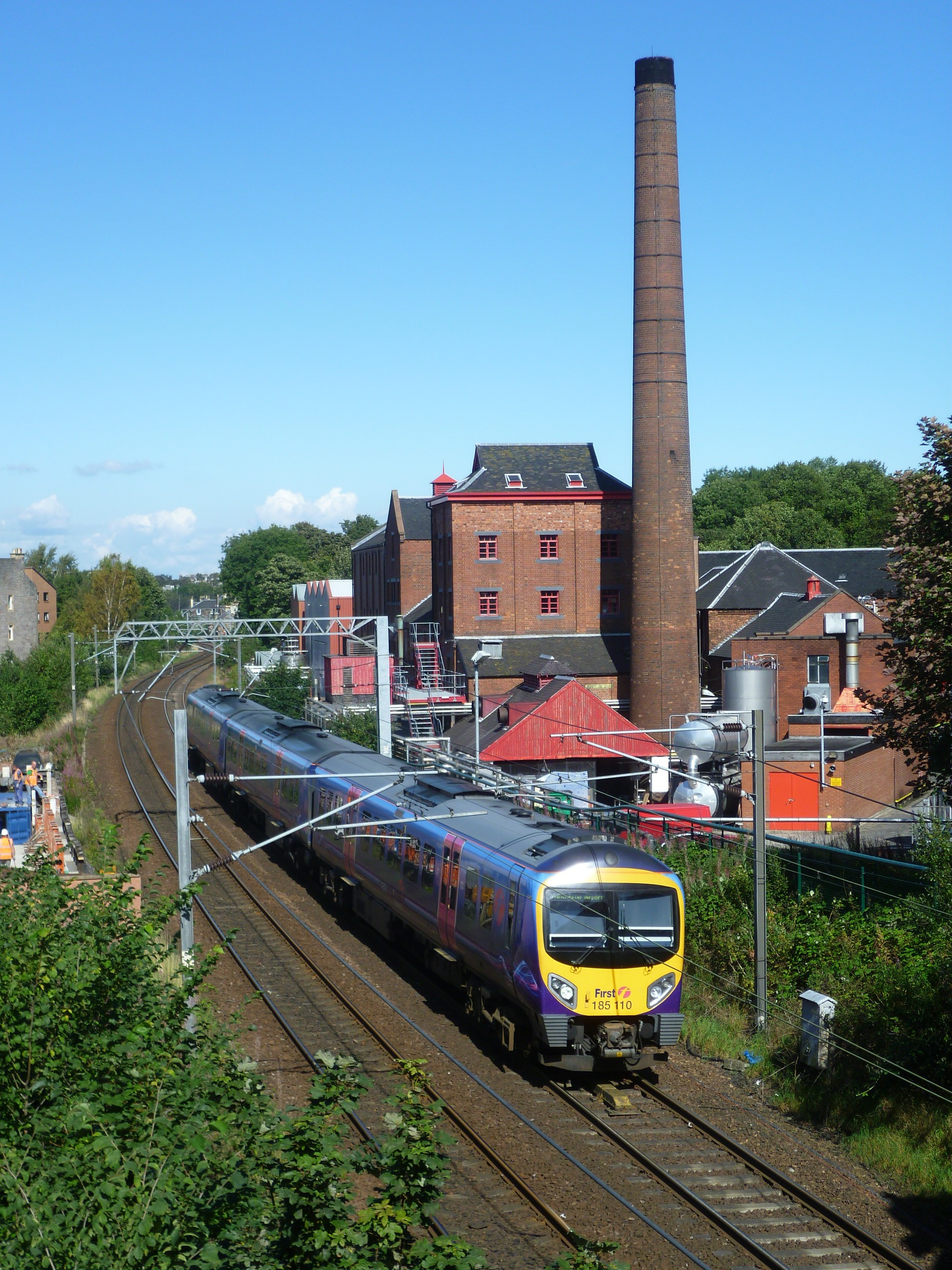
かつてのカレドニアン本線、エディンバラ、2011年

この頃、イングランドで最初の長距離鉄道であるリバプール・アンド・マンチェスター鉄道が開通した。1830年に開通した初めての都市間路線であり、直ちに成功を収めることになった。すぐに1837年のグランド・ジャンクション鉄道、1838年のロンドン・アンド・バーミンガム鉄道、そして1838年のノース・ユニオン鉄道のプレストン到達が続き、これによりロンドンはランカシャーやウェスト・ミッドランズの産業中心と結ばれた。

### スコットランドとロンドンを結ぶ
スコットランドの中心部を発展しつつある鉄道網へ繋ぐことが望ましいことは明らかであった。最初のうちは、スコットランドからイングランドへのルートは1か所のみが実現可能であると思われており、実現可能なルートをめぐってはかなりの論争が繰り広げられた。主な難点は、サザン・アップランドの地形であり、この丘陵の多い土地を貫くルートには、当時の機関車には克服困難なきつくて長い勾配がどうしても含まれることになり、一方そこを東か西に迂回する路線は本線が長くなり、エディンバラとグラスゴーの双方につなぐのが問題となった。
多くの競合する提案が提出され、そのすべてがよく考えられた案というわけではなかったが、2つの連続する政府の委員会がこれらの案を審議した。しかし委員会には強制力がなく、かなりの競争の末に、カレドニアン鉄道は1845年7月31日にグラスゴーとエディンバラからカーライルへの路線を認可する議員立法を成立させた。株式資本は180万ポンド（こんにちの1億7900万ポンドに相当）とされた。
グラスゴーとエディンバラからの路線はクライズデールのカーステアズにおいて合流し、そこからルートはビートック峠を越えアナンデールへと続く。発起人らは、地域を自分たち自身の管理下におき、競合事業を可能な限り排除するために重要であると考えていたことから、提案されているか既に建設されている他の路線を仮に買収して回ることに熱心に取り組むことになった。カレドニアン鉄道はイングランドとスコットランドを結ぶ唯一のルートではなく、ノース・ブリティッシュ鉄道が1846年6月22日にベリック・アポン・ツイードとエディンバラを結ぶ海岸ルートを開通させて、後にイースト・コースト本線となるルートを形成した。グラスゴー・ペイズリー・キルマーノック・アンド・エア鉄道は1841年に開通し、ダンフリーズを経由してカーライルへ到達する意図があると宣言していた。実際に1850年に開通して、グラスゴー・アンド・サウス・ウェスタン鉄道となった。

### 本線

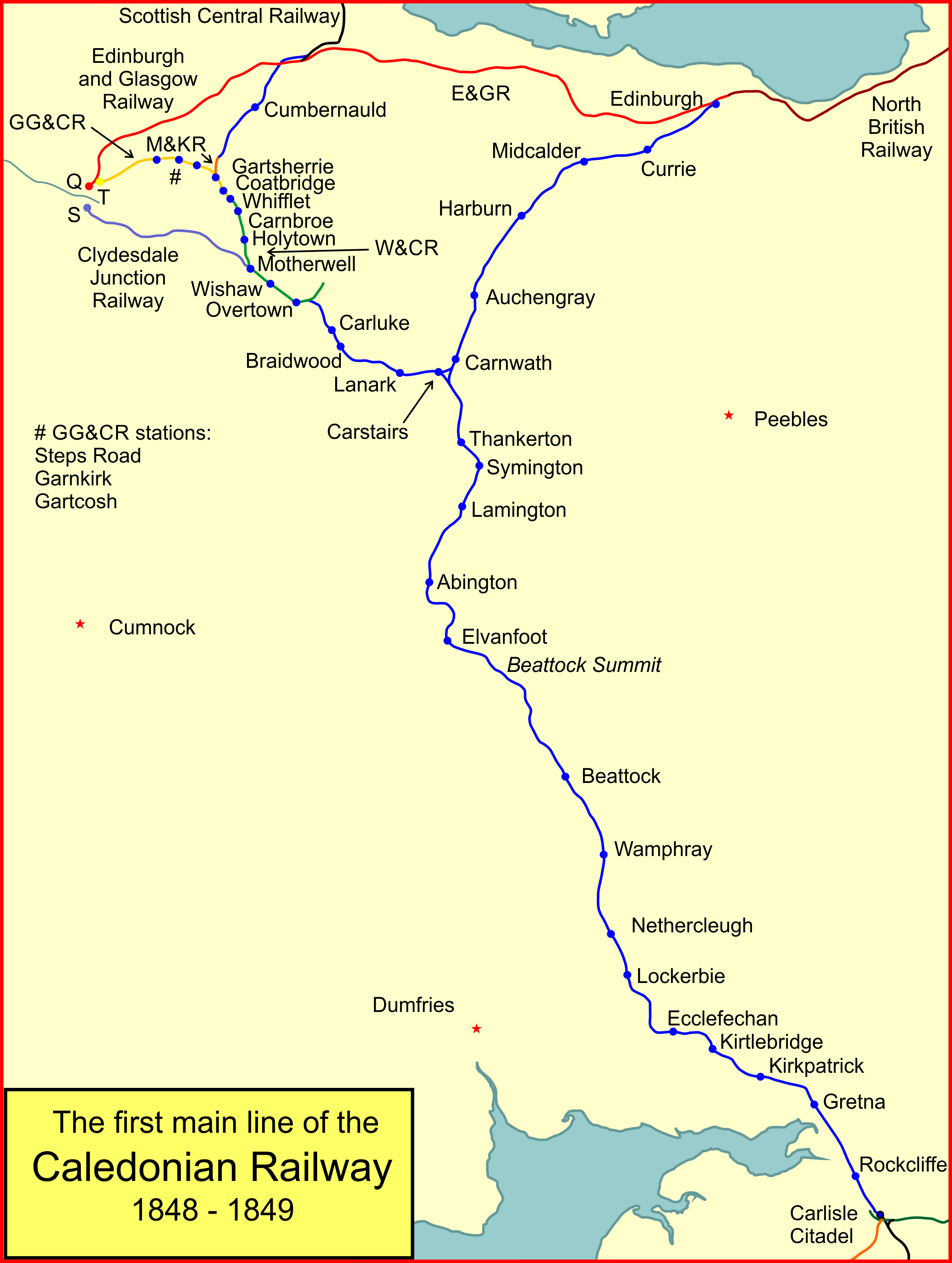
カレドニアン鉄道の最初の本線

カーライルからビートックまでの本線は1847年9月10日に開通し、グラスゴーからカーライルまでは1848年2月15日に全通した。この時点で初めてロンドンとグラスゴーを通しで結ぶ鉄道路線となった。エディンバラとニューカッスル・アポン・タインを経由すれば1846年から旅行可能であったものの、ベリックにおいてツイード川を道路の橋で、そしてニューカッスルにおいてタイン川をフェリーで渡らなければならなかった。
カレドニアン鉄道のカーステアズからエディンバラまでの路線は1848年4月1日に開通した。エディンバラのターミナル駅はロージアン・ロードに置かれた。グラスゴーへは、いずれもカレドニアン鉄道がそれぞれ1847年1月1日および1846年1月1日から借り受けていた、グラスゴー・ガーンカーク・アンド・コートブリッジ鉄道（ガーンカーク・アンド・グラスゴー鉄道の後身）およびウィショウ・アンド・コルトネス鉄道を経由して到達していた。グラスゴーの駅は、グラスゴー・ガーンカーク・アンド・コートブリッジ鉄道のタウンヘッドにある駅を利用していた。
議会で承認を得ようとする手続きのさなか、クライズデール・ジャンクション鉄道が企画されているのをカレドニアン鉄道側が確認した。カレドニアン鉄道はこの鉄道を建設中に買収し、1849年に開通した。これにより、グラスゴーのもう一方の旅客ターミナルであるサウス・サイド駅に到達するという選択肢が生まれ、これまでよりも短い距離で到達できるようになるとともに、連絡しているジェネラル・ターミナス・アンド・グラスゴー・ハーバー鉄道を通じてクライド川の埠頭へも到達できるようになった。サウス・サイド駅は、同じくカレドニアン鉄道が営業しているグラスゴー・バーヘッド・アンド・ニールストン・ダイレクト鉄道が既に使用中であった。いずれはこの路線をエアシャーへ延伸するかもしれないと期待した。一方で、この路線は1849年にカレドニアン鉄道へ999年間貸し出された。
カレドニアン鉄道は、タウンヘッドのターミナルは不十分であると認識し、ミルトン・ジャンクションで分岐して新しいグラスゴーのターミナル駅、ブキャナン・ストリート駅へと向かう支線を建設した。この路線は1849年11月1日に開通した。エディンバラ、スターリング、カーライルへの列車がこの新駅を使用した。スターリングへの列車はガートシェリー・ジャンクションで折り返す必要があった。グラスゴー・ガーンカーク・アンド・コートブリッジ鉄道のタウンヘッドにあった従来のターミナル駅は貨物用に格下げされた。1853年から1854年に、ガートコッシュとガーンクイーンの間のヘイヒル・フォーク支線が開通し、ブキャナン・ストリート駅からスターリングへ直行することができるようになった。

### 財務上の問題とグラスゴー・ペイズリー・アンド・グリーノック鉄道の合併
カレドニアン鉄道の設立から本線の開通までの時期に、近隣で企画されあるいは建設されていた他の鉄道会社と多くの借り受けおよび営業引き受けの契約が結ばれた。こうした契約のほとんどは、株主に資本あたりの収入を保証するという形で実施され、直ちに現金の支出を伴わないということを意味していた。路線が営業を開始すると、巨額の定期的支払いがすぐに必要とされるようになり、収入はそれを賄うには不足であった。また不適切な株式買収が暗示されており、1848年から1850年までの間に株主から多くの質疑があって不適切な慣行を明らかにし、1850年2月には多くの取締役が辞任しなければならなかった。
カレドニアン鉄道は、グラスゴー・ペイズリー・アンド・グリーノック鉄道を合併する議会の許可を1847年に得たが、この会社に関連してさらに多くの財務上の不適切さを警告する情報が明らかとなっていき、カレドニアン鉄道は合併を中止する許可を得ようと検討した。しかし後に合併推進が決断され、1851年8月7日の法律により合併が実施された。グラスゴー・ペイズリー・アンド・グリーノック鉄道はグラスゴーとペイズリーを結ぶ路線をグラスゴー・アンド・サウス・ウェスタン鉄道と共同で営業しており、グラスゴーではブリッジ・ストリート駅をターミナルとして使用していた。
これによりカレドニアン鉄道はグラスゴーでは3か所にターミナル駅を置いて列車の営業を行うようになった。ブキャナン・ストリート駅、サウス・サイド駅（クライズデール・ジャンクションからの支線上にあり、マザーウェルとハミルトンを結ぶローカル列車が主に使用した）、ブリッジ・ストリート駅（ペイズリー線上にある）である。
経済的な理由と、一部の借り受け契約は違法であったことが判明したことの両方により、財務上の問題は次第に管理できるようになっていった。気前の良い配当が支払われ続けていたが、1853年3月になってやっと完全に収入から配当が支払われるようになった。

### サウス・ラナークシャー：主に鉱物資源輸送
もしカレドニアン鉄道が都市間路線として設立されたとしたら、初期にその関心を他の輸送需要に移していたことになる。ラナークの地元関係者が町への支線を誘致し、1855年に開通した。サウス・ラナークシャーの炭鉱主らは鉄道連絡を強く求め、レズマヘイゴー鉄道を設立し、1856年に開通させた。のちにこの会社はカレドニアン鉄道に吸収されたが、さらにほかの路線群がこの人口は少ないが鉱物資源に富んだ地域に伸びていった。新しい炭鉱が開設されると、新しい支線が必要となり、コールバーン、ストーンハウス、ストレイバン、ミュアカーク、ダーベル、そして他の多くの地域が結ばれていき、1905年直前まで新しい路線の建設が続いた。20世紀後半になり石炭が枯渇すると、これらの鉄道は次第に廃止となっていった。旅客輸送はほぼ常に少なかったが、それもまた消滅してしまったのである。ラナークとラークホールへの支線の旅客輸送のみ営業が継続されている。

### ノース・ラナークシャー
ノース・ラナークシャーでは、モンクランド鉄道を買収したノース・ブリティッシュ鉄道が強力な競合者であった。この地域にはコートブリッジ周辺の急速に発展していた製鉄地帯があり、製鉄業に石炭と鉄鉱石を供給し、この地域かもっと遠く離れた場所の金属加工場へ製品を輸送することが、この地域でのカレドニアン鉄道の輸送の大半を占めていた。のちにエアドリーに接続することになるラザーグレン・アンド・コートブリッジ線とカーフィン-ミッドカルダー線が相当の旅客輸送がある路線であった。さらに東の炭鉱や鉄鉱山に多くの路線が建設されたが、採掘が終了するとこれらの路線は廃止となった。

## 鉄道網の発展：1880年まで

### バスビーとイースト・キルブライド
バーヘッド線が営業を開始すると、バスビーの関係者が鉄道への連絡を求めた。豊かな中流階級は、この街を上品な場所と感じ、1866年にバスビー鉄道が開通した。通勤は既に流行していた。この路線はイースト・キルブライドまで1868年に延長されたが、当時はまだ小さな村であり、その頃は鉄道に対した輸送量をもたらさなかった。

### カーステアズ南方の支線群
本線が建設された際には、あまり人口のないサザン・アップランドには支線は設けられなかった。4社の独立した会社が自力で支線を建設し、カレドニアン鉄道も2路線を建設した。
サイミントン・ビガー・アンド・ブロートン鉄道は1860年に開通したが、建設中にカレドニアン鉄道に買収された。ピーブルズまで1864年に延長された。

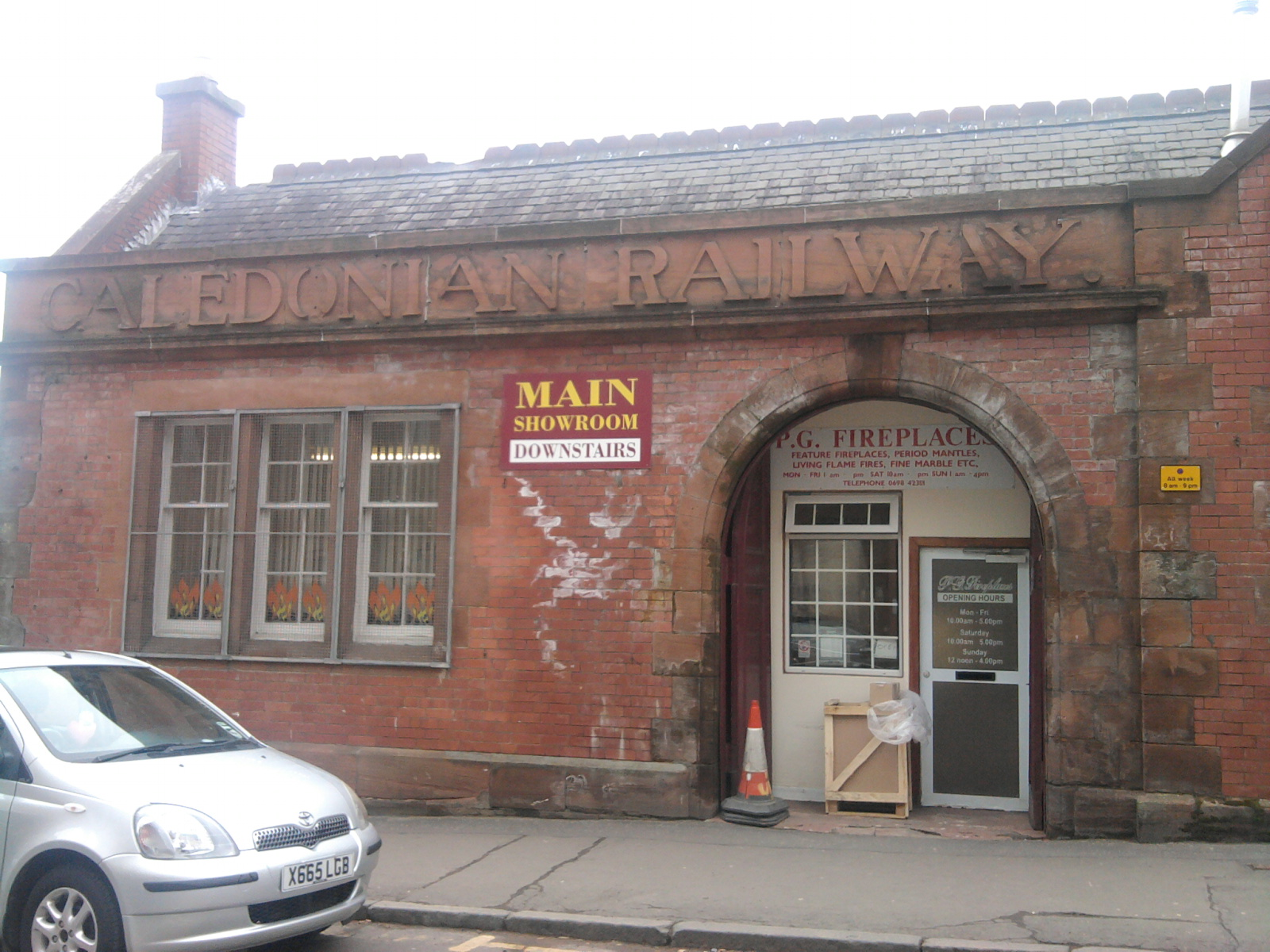
ハミルトンにあるかつてのカレドニアン鉄道の建物

1863年には独立したダンフリーズ・ロックマーベン・アンド・ロッカビー鉄道が開通した。この鉄道は、西のダンフリースシャーへと通じるカレドニアン鉄道によって支援されており、カレドニアン鉄道が営業を行っていた。カレドニアン鉄道はこの路線を1865年に買収した。ポートパトリック鉄道が1861年から1862年にかけてキャッスル・ダグラスとポートパトリックの間を開通させ、カレドニアン鉄道がこの路線を営業した。カレドニアン鉄道はグラスゴー・アンド・サウス・ウェスタン鉄道のダンフリーズからキャッスル・ダグラスまでの区間の運行権を獲得し、それまでグラスゴー・アンド・サウス・ウェスタン鉄道が自社の領域であると思ってきた南西部に一挙に食い込み、アイルランド北部へのフェリー運航にも参入した。ポートパトリック鉄道は後にウィグタウンシャー鉄道と再編を受けてポートパトリック・アンド・ウィグタウンシャー・ジョイント鉄道となり、カレドニアン鉄道は4分の1の株式を所有した。
ノース・ブリティッシュ鉄道は、カーステアズの東のドルフィントンへの支線を開通させ、カレドニアン鉄道はノース・ブリティッシュ鉄道の次の手はカレドニアン鉄道の領域への侵入となり、本線の運行権獲得の可能性があると恐れるようになった。これを食い止めるため、カレドニアン鉄道は自社のドルフィントン支線をカーステアズから建設し、1867年に開通した。ドルフィントンは人口260人であったが2本の鉄道がつながることになり、輸送量は相応に貧弱で、旅客輸送は1945年に、貨物輸送は1950年に廃止された。
独立したソルウェー・ジャンクション鉄道が1869年に開通し、全長1,940ヤード（約1,770メートル）の橋でソルウェー湾を横断してカンバーランドの鉄鉱山をカレドニアン鉄道のカートルブリッジへと結んだ。この会社は自社で路線を営業した。この路線により、ラナークシャーの製鉄所への道のりをかなり短縮し、当初は非常によく利用されたが、10年以内に安い輸入鉄鉱石によって輸送量が減少していった。この路線のスコットランド側の部分はカレドニアン鉄道によって1873年に買収され、1895年には全線が買収された。氷の被害が激しかったことと、後には保守費用が高額になったことから、路線は非常に損失を計上するようになり、1921年に廃止された。

## グラスゴー・セントラル駅
カレドニアン鉄道の最初の本線が開通したとき、グラスゴー・ガーンカーク・アンド・コートブリッジ鉄道のタウンヘッド駅をターミナルとして使用し、ほぼ同時にクライズデール・ジャンクション鉄道用に計画されていたサウス・サイド駅へのアクセス権も取得した。さらにタウンヘッド駅から、「不適切でとても窮屈な駅」とされたブキャナン・ストリート駅へ1849年に延長したが、この駅から本線南側へ向かう経路はとても遠回りであった。カレドニアン鉄道はまた、ブリッジ・ストリート駅をターミナルとするグラスゴー・ペイズリー・アンド・グリーノック鉄道も営業していたが、この駅もクライド川の南側の不便な場所に位置していた。このため、カレドニアン鉄道はグラスゴーに不満足なターミナル駅3か所を抱えていた。
早くも1846年には、グシェットフォールズからクライド川を横断してダンロップ・ストリート駅へと延長する提案が推進されることになった。この提案は、通行料金収入を失うことになるクライド・ブリッジズ・トラストおよび旋回橋にすることを主張した海軍本部からの強い反対により葬り去られた。
1866年の他の案は資金を得られず、1873年の案も同様であったが、しかし1875年になりサウス・サイド駅からの路線を、クライド川を渡る橋を架けて市街中心部へと伸ばす法案が通過した。複々線の鉄道橋がブリス・アンド・カニンガムによって設計され、サー・ウィリアム・アロル・アンド・カンパニーによって建設されて、クライド川の橋が1878年10月1日に完成した。ゴードン・ストリートに面した新しいグラスゴー・セントラル駅は1879年12月に開業した。この駅には8本のプラットホームがあったが、不満足なものだとされた。プラットホームは狭く、待合室は馬鹿馬鹿しいほど小さく、良いタクシー乗り場はなく、側線の配置は不適切であった。
ブリッジ・ストリート駅は、グラスゴー・アンド・サウス・ウェスタン鉄道との共同運営であった。この駅は通過式に改築しなければならず、カレドニアン鉄道営業のグリーノック線の列車が引き続き使用した。
グラスゴー・セントラル駅には1889年に9番目のプラットホームが追加されたが、大規模な改築は1901年から1906年にかけて実施され、プラットホームが延長されるとともに西側に4本のプラットホームが追加された。川を渡る2本目の橋も施工された。1904年にブリッジ・ストリート駅は留置と車両洗浄の設備を設置する本格的な改造工事が行われ、1905年3月1日に旅客駅としては廃止となった。グラスゴー・セントラル駅は1か所の信号扱所から制御され、10人がこの信号扱所に詰めていた。1908年5月3日に運用開始した信号扱所は374本の小型のスイッチで操作されており、この種の方式では世界最大のもので、電空式または電磁式の設備により転轍機と信号機を制御していた。

## 1880年以降の鉄道網拡大

### モファット鉄道
ビートックからのモファット鉄道は、1883年4月2日に開通した。この鉄道はわずか1.5マイル（約2.4キロメートル）の長さであった。カレドニアン鉄道によって営業され、1889年11月11日には吸収合併された。カレドニアン鉄道は、モファットとピーブルズを給水拠点として開発しようとしており、ティント・エクスプレスという列車を双方から、サイミントン駅で連結して、エディンバラおよびグラスゴーまで数年間運転していた。
鉛鉱山の活性化を意図して、エルヴァンフットからの軽便鉄道であるレッドヒルズ・アンド・ワンロックヘッド支線が1901年から1902年にかけて開通した。スコットランドでも最高所にある村まで急勾配でたどり着いており、何とか営業していたが、1938年に廃止となった。

### グリーノックからクライド湾へ
1850年代半ば、クライド湾での蒸気船への連絡が非常に重要になってきて、アーガイルや島嶼部からグラスゴーまでの所要時間が非常に重要となった。グリーノック駅と埠頭の不便な状況のため、より便利なルートをという考えが出てきて、1862年にグリーノック・アンド・ウェイミス・ベイ鉄道が認可された。この会社は独立した会社で、ビュート島のロスシーからの速い連絡を目的としていた。1865年5月13日に開通し、1893年8月にカレドニアン鉄道に合併したが、開通時からカレドニアン鉄道が営業していた。
1889年に、カレドニアン鉄道自身がグリーノックからより便利な場所にあるゴウロックまでの延長線を開業させたが、これにはスコットランドで最長となるニュートン・ストリートトンネルという高価な建設工事が伴った。
競合する鉄道および蒸気船と競争するために、カレドニアン鉄道は独立した蒸気船事業者への依存に不満を感じるようになり、直接蒸気船を運航する権利を手に入れようとし始めた。競争の観点からこれは議会によって拒絶され、これに対応してカレドニアン鉄道は名目上は独立したカレドニアン・スティーム・パケット・カンパニーを1889年に設立した。この会社はかなり広く航路を開設し、1948年の鉄道網国有化後はイギリス国鉄所有となったが、1968年に売却され、後に国有のカレドニアン・マクブレインの一部となった。

### グラスゴーとペイズリーの近郊路線
19世紀末になり、都市が拡大して連接するようになったことから、近郊地域と考えられるようになった地域で輸送量が増加しつつあることに会社が注目するようになった。路面を走行する軌道事業者が既にこうした地域の旅客輸送需要に応じていたが、この時点では依然馬車鉄道であった。
キャスカート・ディストリクト鉄道が独立事業者として、しかしカレドニアン鉄道から大きな支援を受けて推進された。ポロックシールズからマウント・フロリダおよびキャスカートまで、こんにちのキャスカート・サークル線の東側区間が1886年に開通し、ショーランズを経由して延伸されて1894年に環状線となった。会社は1923年まで独立していたが、この路線の営業はカレドニアン鉄道によって実施された。
グラスゴー・セントラル鉄道は、ラザーグレンからメアリーヒルまで地上の路線を建設するために認可された独立企業である。この会社は強い反対を受け、構想はカレドニアン鉄道に引き継がれて、アーガイル・ストリートの下のトンネルを主に通る経路へと改められた。1896年に開通し、さらに近郊旅客輸送を促進することになった。1959年に廃止されたが1979年にアーガイル線として再開された。
ペイズリー・アンド・バーヘッド・ディストリクト鉄道は1897年に設立され、1902年にカレドニアン鉄道に移管された。ペイズリーとバーヘッドを結び、グラスゴーと結ぶ環状運行を可能とする。路線は1902年には実質的に準備できていたが、この時点では電気運行となっていた路面電車が非常に成功を収めていた。路面電車と競争して旅客輸送を成功させるのは不可能であり、意図されていた旅客輸送は開始されなかった。

### ノース・クライドサイド
クライド川の北岸地域は産業にとってますます重要となっていき、そのため人口が増加していった。ノース・ブリティッシュ鉄道とその関連会社はこの地域の輸送に独占を築いていたが、その重要性からカレドニアン鉄道がこの地域に取り組むことを促すことになった。
ラナークシャー・アンド・ダンバートンシャー鉄道は名目上は独立した鉄道会社で、メアリーヒル近郊からダンバートンへと結び、1894年から1894年にかけて着実に開通していった。1896年にカレドニアン鉄道はダンバートン・アンド・バロッホ・ジョイント鉄道（当初はカレドニアン・アンド・ダンバートンシャー・ジャンクション鉄道として建設）の開通によりローモンド湖へと到達したが、ノース・ブリティッシュ鉄道との共同によるものであった。

### ラナークシャー・アンド・エアシャー鉄道
1888年にラナークシャー・アンド・エアシャー鉄道がグラスゴー・バーヘッド・アンド・キルマーノック・ジョイント鉄道上のギッフェンからアードロッサンへの6.5マイル（約10.5キロメートル）の路線を開通させた。その目的は、カレドニアン鉄道の鉱物資源輸送のルートを短縮することで、カレドニアン鉄道によって営業された。1903年から1904年にかけて東側へ延伸され、キャスカートそしてニュートンへ到達し、重量鉱物資源輸送列車がラナークシャー炭田からアードロッサン港まで、ジョイント鉄道を経由せずグシェットフォールズ周辺の混雑地帯を避けて運行できるようになった。

## エディンバラとロージアン

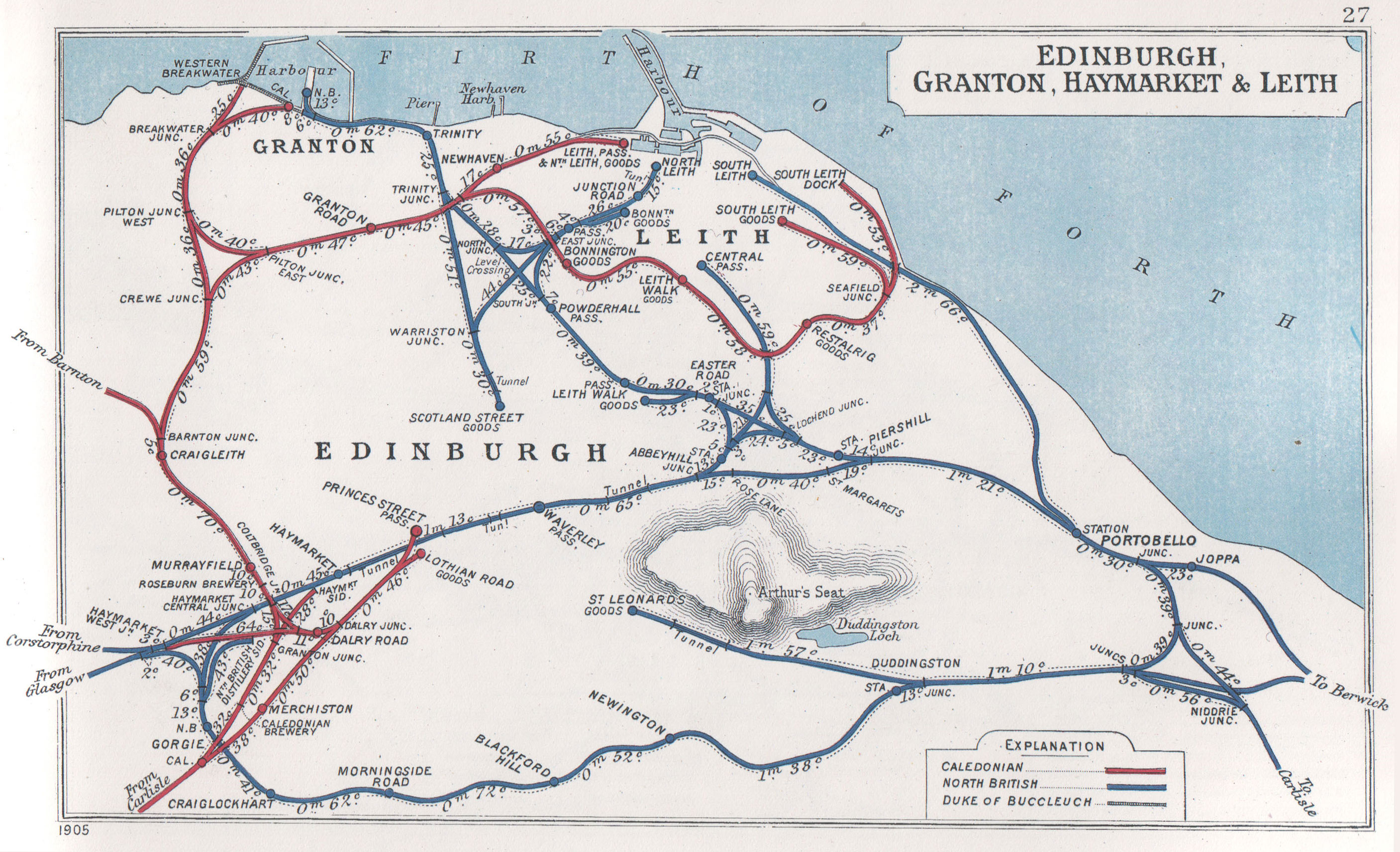
1905年の鉄道清算所のエディンバラ周辺地図でカレドニアン鉄道の路線が赤で示されている

カレドニアン鉄道はカーステアズからエディンバラへ、1848年2月15日に到達した。ターミナルはプラットホームが1本のロージアン・ロード駅であった。これが、エディンバラとロンドンの間で客車を乗り換えることなく直通で移動できる最初の路線であった。競合のノース・ブリティッシュ鉄道を利用する旅客は、ツイード川を徒歩で渡らなければならなかった。
エディンバラのターミナルは不満足であり、改良が必要であったが資金は限られており、ヘイマーケット駅への短い支線を建設した。エディンバラ・アンド・グラスゴー鉄道およびノース・ブリティッシュ鉄道の、後にエディンバラ・ウェイヴァリー駅となる駅を利用する交渉が行われたが、ノース・ブリティッシュ鉄道はこれを拒絶した。結果的に1870年にロージアン・ロード駅は大規模に改良されて延長され、新しいターミナル駅はエディンバラ・プリンシーズ・ストリート駅となった。
グラントン港の所有者がロージアン・ロード駅付近から分岐する支線を建設することを推進し、資金を半分負担した。この路線は1862年に開通した。グラントンへの路線からリースのドックへの支線は1864年に開通した。この路線では1879年に旅客営業を開始し、リース側のターミナルは後にリース・ノース駅へと改称した。1900年以降、港湾当局はかつてのリースのドックの東側に新しい現代的なドックを建設し、カレドニアン鉄道もリースへの路線をさらに延長して新しい港湾設備に到達した。リース新線は1903年に開通した。この路線で旅客営業を開始する計画があり、旅客駅も建設されたが、路面電車との競争により近郊旅客輸送鉄道が存続不可能であるとされたため、実際に旅客輸送が開始されることはなかった。

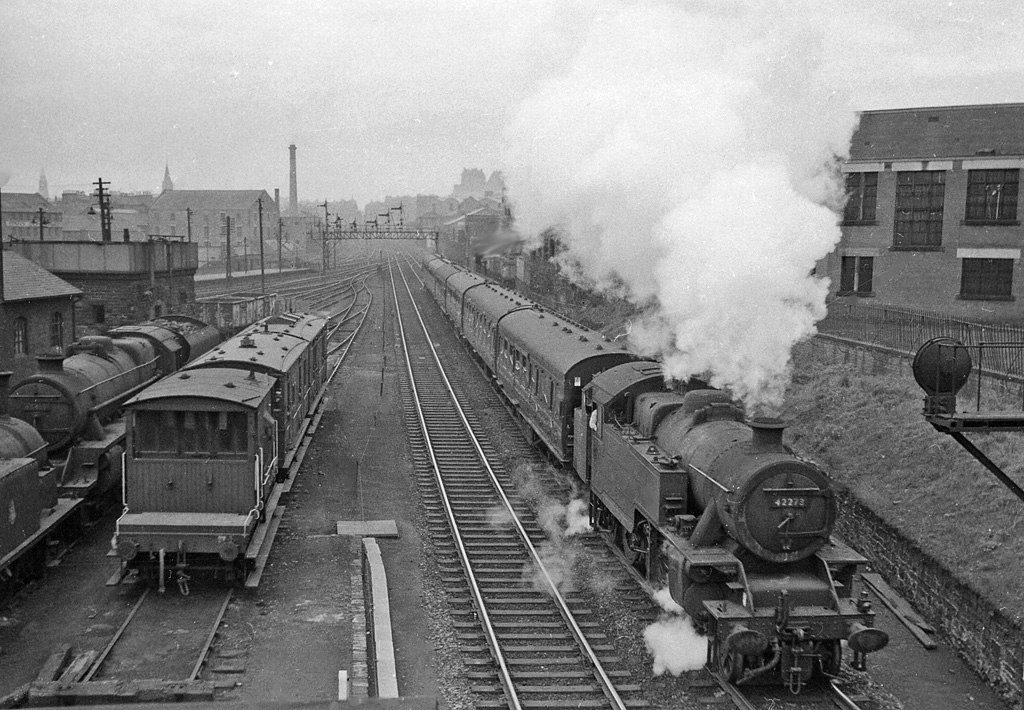
エディンバラ・プリンシーズ・ストリート駅行きの空車回送列車がダルリー・ロード機関区を通過する、1962年

エディンバラへの本線は多くの鉱物産地の近くを通過しており、炭鉱、製鉄所、シェールオイルの工場などへ多くの短い支線や連絡が建設された。オーチングレイから分岐するウィルソンタウンへの1860年に開通した支線がもっとも重要で、旅客列車の運行が行われた。
当初のウィショー・アンド・コルトネス鉄道は、カレドニアン鉄道が借り受けていたが、長らく西側からクリーランド製鉄所に到達しており、1869年にその近くからエディンバラ本線のミッドカルダー・ジャンクションまで延伸され、途中ショッツ、フォールドハウス、ミッドカルダーを通過した。この路線はさらに多くの鉱山や工業地帯に連絡し、カレドニアン鉄道にとってはグラスゴーとエディンバラを結ぶ旅客ルートとなって、ノース・ブリティッシュ鉄道のグラスゴー-ファルカーク-エディンバラ線と競合した。
最初の本線はエディンバラ南西のリース川沿いのかなりの産業中心地を迂回して通過しており、バレルノへの支線が1874年8月1日に開通した。この路線は特にコリントンの住宅開発を促進することに成功し、また娯楽目的でも利用された。この路線は当時は「ピクニック線」として知られていたが、より便利な道路の交通に屈して、1943年に旅客営業が廃止された。
投機的な住宅開発により、エディンバラの西のバーントンへの路線建設が促されることになった。この支線は1894年3月1日に開通した。ターミナルは当初はクラモンド・ブリッジと名付けられた。カレドニアン鉄道はこの路線を環状線にする意図があり、コースターフィンを通って都心に帰ってくることになっていたが、この計画は見送られた。

## スターリング・パース・カランダー・およびクリーフ
カレドニアン鉄道は、自社と同日に議会で設立許可の法律を成立させたスコティッシュ・セントラル鉄道を借り受けるか吸収合併する意図を持っていた。スコティッシュ・セントラル鉄道は、グラスゴーやエディンバラに乗り入れるために提携先の鉄道会社を必要としていたが、カレドニアン鉄道とは競合するエディンバラ・アンド・グラスゴー鉄道がこれを提供することになった。スコティッシュ・セントラル鉄道はエディンバラ・アンド・グラスゴー鉄道から分岐するグリーンヒル・ジャンクションからパースまで1848年5月22日に開通し、カレドニアン鉄道はグリーンヒル・ジャンクションに到達する自社の支線を1848年8月7日に開通させた。スコティッシュ・セントラル鉄道は、提案されている合併に議会が反対していたことが主な理由となって、しばらくの間は独立を保っていた。スコティッシュ・セントラル鉄道は、パース駅を建設誌、数社が乗り入れる交通センターとなって、共同委員会がこの駅を運営していた。
スコティッシュ・セントラル鉄道は、何社かの地域鉄道を吸収合併した。クリーフ・ジャンクション鉄道は、クリーフから後にグレンイーグルズ駅となる場所まで、1856年に鉄道を開通させた。この路線はスコティッシュ・セントラル鉄道により運営され、1865年に吸収された。
1858年にダンブレン・ドゥーン・アンド・カランダー鉄道が開通した。この鉄道は、以下で述べるカランダー・アンド・オーバン鉄道の起点としてかなりの重要性を示した。この会社はスコティッシュ・セントラル鉄道に1865年に吸収されたが、これはスコティッシュ・セントラル鉄道自身がカレドニアン鉄道に1865年8月1日に合併される直前であり、カレドニアン鉄道はその許可を議会からついに得たのであった。

## パースの北および東
カレドニアン鉄道と同じ1845年7月31日には、数社の鉄道が設立認可の法律を制定してもらうことができた。この年は鉄道建設推進の狂乱があり、まるですべての地域が自分たちの路線を有するべきであるかのように思われた。スコティッシュ・セントラル鉄道は上述したとおりであり、スコティッシュ・ミッドランド・ジャンクション鉄道、アバディーン鉄道、ダンディー・アンド・パース鉄道も同日に設立認可法案が成立した。
スコティッシュ・ミッドランド・ジャンクション鉄道はパースからフォーファーまでを建設し、パースではスコティッシュ・セントラル鉄道と共同駅を利用した。本線はストラスモアの肥沃な地域を走り、本線に適した場所に既存であった2本の短い路線を継承している。ニュータイル・アンド・クーパー・アンガス鉄道およびニュータイル・アンド・グラミス鉄道である。どちらも、ダンディー・アンド・ニュータイル鉄道に付属する、不成功な鉄道であり、石の枕木を使って軌間は4フィート6.5インチ（1,384ミリメートル）であった。これらの2本の路線は改良され、標準軌の複線に直された。フォーファーでは、スコティッシュ・ミッドランド・ジャンクション鉄道はアーブロース・アンド・フォーファー鉄道と合流していたが、この会社も初期に存在した石を枕木にした鐵道で、こちらの軌間は5フィート6インチ（1,676ミリメートル）であった。スコティッシュ・ミッドランド・ジャンクション鉄道は1848年に開業した。
インチチャー・エクスプレスは、カレドニアン鉄道が営業している馬車鉄道であった。そのレールはインチチャー駅まで生け垣に沿って走っていた。のちに廃止され、レールは撤去された。
アバディーン鉄道はアーブロースの数マイル北西のガスリーから北へ向かって走っていた。ここでアーブロース・アンド・フォーファー鉄道と連絡し、この路線の両方のターミナルへと到達できるようになった。この会社はアーブロース・アンド・フォーファー鉄道を借り受ける認可を得ていた。アバディーン鉄道は、アーブロース・アンド・フォーファー鉄道の石枕木を使った線路を改良する費用を過小評価していたかもしれず、自身の本線を建設する費用を使い果たしてしまった。建設は遅れ、アバディーン自体の政治的な問題にも遭遇した。1850年に市街の南限であるフェリーヒルまで開通し、1854年にはアバディーン・ギルト・ストリート駅まで延長した。またこの路線には、ブリーシンとモントローズまでの支線もあった。
この初期の段階で、カレドニアン鉄道は自身をスコットランドにおける大規模鉄道網形成者とみなしており、他の多くのスコットランドの鉄道を可能な限り支配しようと取り組み始めた。これは買い取るのではなく、借り受けることによって実施された。このやり方には、当初は支払いが発生しないという利点があり、後に周期的な支払いが発生するだけであった。カレドニアン鉄道はスコティッシュ・セントラル鉄道、スコティッシュ・ミッドランド・ジャンクション鉄道、アバディーン鉄道と交渉し、確かにこれらの会社を手中に収めたと考えていたが、スコティッシュ・セントラル鉄道は他の考えを持っていた。かなり後になり、カレドニアン鉄道は周期的な支払いは負担しきれないことに気づいたが、借り受け契約は権限を超越していたとの法的判断により救われた。
ダンディー・アンド・パース鉄道は1847年に開通した。この会社はスコティッシュ・セントラル鉄道に買収され、後にスコティッシュ・セントラル鉄道が1865年にカレドニアン鉄道に買収された際にカレドニアン鉄道の手に帰した。
スコティッシュ・ミッドランド・ジャンクション鉄道はパースからフォーファーまで1848年に開通し、その先アバディーンまでのアクセスを得た。スコティッシュ・ミッドランド・ジャンクション鉄道とアバディーン鉄道は1856年に合併し、スコティッシュ・ノース・イースタン鉄道を形成した。この会社はあまり長く独立を保たず、1866年にカレドニアン鉄道に吸収された。この吸収の時点で、スコティッシュ・ノース・イースタン鉄道はグレート・ノース・オブ・スコットランド鉄道とアバディーンにおける直通線を建設することに関わっており、また新しい共同駅としてアバディーン駅を建設していた。この路線と駅は1867年に開業した。
カレドニアン鉄道はいまや、当初から望んでいたものを手に入れた。かなりの領域をカバーする大規模な鉄道網を支配することである。これはかなりの費用を要し、議会はますますこの種の独占に対して不快を覚えるようになって、ノース・ブリティッシュ鉄道が抗議した際に、カレドニアン鉄道の北部の鉄道網上での運行権を付与された。さらに悪化させることに、ノース・ブリティッシュ鉄道はテイ橋を建設してダンディーへと1878年に到達し、ダンディー・アンド・アーブロース鉄道の共同所有を求めて1881年から共同所有となった。ノース・ブリティッシュ鉄道は既に、アーブロースからモントローズの北のキンナバー・ジャンクションまでの独立路線を建設しており、1890年にエディンバラのすぐ北でフォース鉄道橋が開通すると、ノース・ブリティッシュ鉄道はいまやアバディーンへの競合ルートを擁するようになった。ロンドンからアバディーンまでの東海岸ルートと西海岸ルートの会社間での競争は、1895年に北への競走となって表れた。
スコティッシュ・ノース・イースタン鉄道やそのほかの路線の買収により、本線から離れた自治体への多くの支線をもたらした。19世紀の終わりにかけて、多くの穴埋めの路線が追加された。ダンディーとフォーファーを直結する路線は1870年にカレドニアン鉄道によって開通し、ブローティー・フェリーとフォーファーを結んだ。この路線はダンディーへの通勤輸送を発展させたが、それがなければ閑散線であった。フォーファー・アンド・ブリーシン鉄道が本線を代替しうる路線として企画され、1895年に開通したが、単なる閑散支線に留まった。

## カランダー・アンド・オーバン鉄道
カランダー・アンド・オーバン鉄道は、スコットランド西海岸沖の内海を鉄道網と連絡する意図の独立会社であったが、スコティッシュ・セントラル鉄道から財務的な支援を約束されていた。カレドニアン鉄道は1865年にスコティッシュ・セントラル鉄道を吸収し、ようやく始まったばかりであった難しい建設工事への貢献の義務の程度に取締役たちは幻滅した。建設に長年を要し、キリン駅に1870年に到達、完成は1880年となり、常に資金はぎりぎりであった。
この路線は利益を出すことはついになかったが、オーバンの町の発展には大きく貢献した。バラフーリシュへの支線が建設され、1903年に開通した。
この路線の西側、クリアンラリフからオーバンまではこんにちも運行されており、かつてのノース・ブリティッシュ鉄道ウェスト・ハイランド線に接続されているが、残りの区間は廃止された。

## ストラサーンの路線群
パース・アルモンド・ヴァレー・アンド・メヴィン鉄道は1858年に開通し、メヴィンとスコティッシュ・ミッドランド・ジャンクション鉄道を結んだ。さらにクリーフ・アンド・メヴィン鉄道が1866年に開通した際にクリーフまで延長された。
クリーフはこの時点で、同じ駅から2本の鉄道連絡を有するようになった。ストラサーンにおける旅行熱が盛り上がったことから多くの訪問者を導き、クリーフまで鉄道で来て、そこから道路を利用した。1893年にクリーフ・アンド・コムリー鉄道が短い延長をストラサーンへと行い、これがカランダー・アンド・オーバン鉄道まで直通する路線を完成させるという着想を促した。このルートを通じて、アイルランドの家畜をパースの市場へ輸入するというたわいのない夢もあった。これはロッカーンヘッド・セント・フィランズ・アンド・コムリー鉄道となった。資金調達に大きな問題があったため、全線開通には1901年から1905年までを要した。直通する輸送需要は結局発達せず、バルクウィダーにおける不満足な旅客乗り継ぎがそうした需要を阻害した。

## 有名な事故

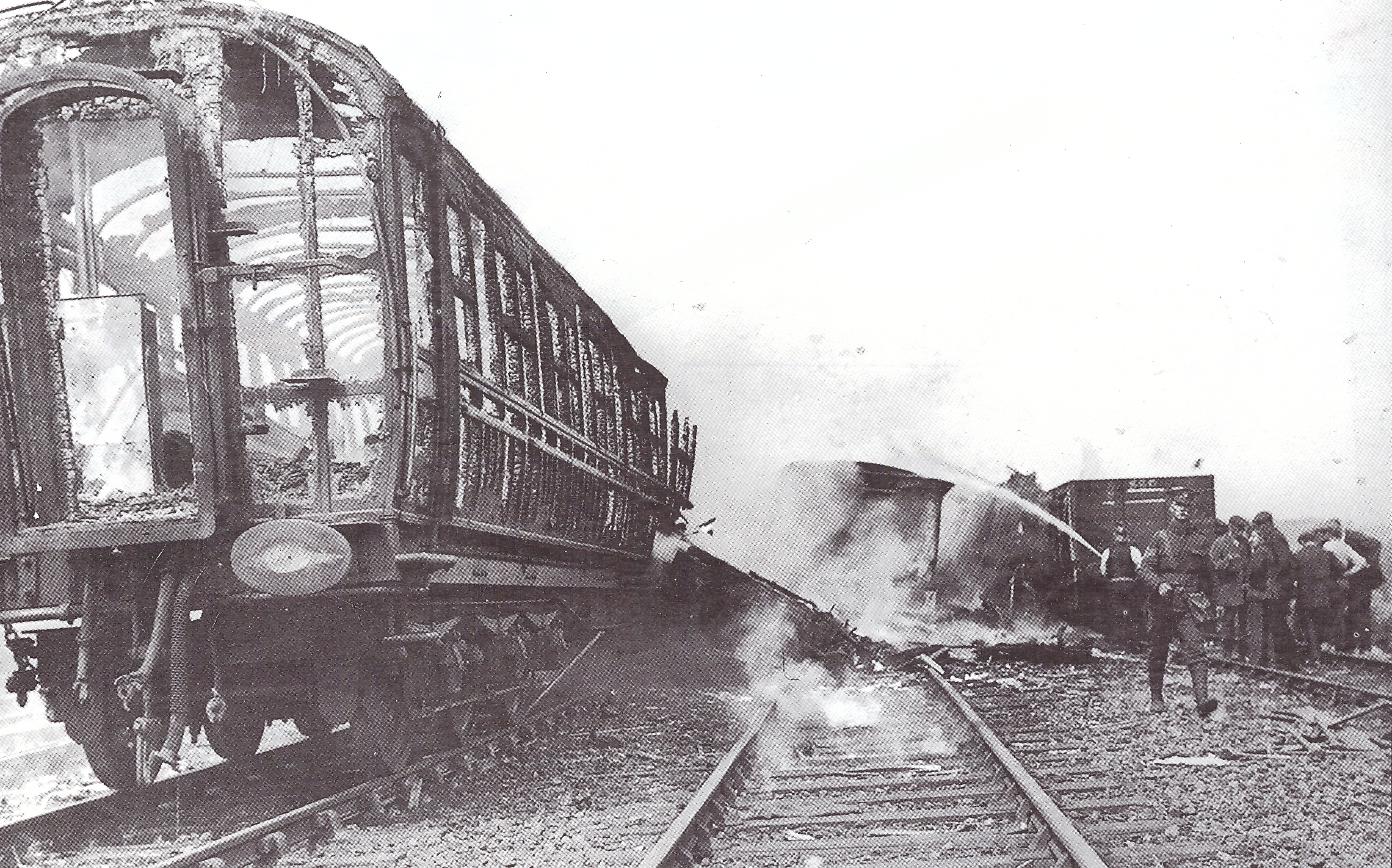
キンティンスヒルの事故の残骸

- 1872年10月2日、本線のカートルブリッジにおいて急行旅客列車が入換作業中の貨物列車と衝突した。駅長と信号扱い手の取り扱い誤りによるものであり、また連動装置の欠如と完全な閉塞による運行の欠如が大本にあった。12人が死亡した。カートルブリッジ鉄道事故。
- 1899年10月23日、クーパー・アンガスにおいて急行旅客列車が家畜輸送列車と衝突した。1人が死亡した[33]。
- 1906年4月6日、カートルブリッジの2マイル（約3.2キロメートル）南において急行貨物列車が脱線した。3両目の貨車の車輪の破損によるものであった。脱線した貨車が対向線路をふさぎ、急行旅客列車がそこに突っ込んで脱線した。1人が死亡し数人が負傷した[34]。
- 1909年4月2日、クローフォードにおいて旅客列車が分離し脱線した。牽引していた機関車のクランク軸が破損したことによる。数名の旅客が負傷した[35]。
- 1915年5月22日、信号扱い手の誤りによりキンティンスヒルにおいて兵員輸送列車が正面衝突し、急行旅客列車がその残骸にさらに衝突した。火災が発生し、226人が死亡、246人が負傷した。2021年に至るまでイギリス鉄道史上で死者数が最悪の事故である。2人の信号扱い手が過失致死で投獄された。キンティンスヒル鉄道事故。

## 役職者

### 会長
- ロバート・ハミルトン 1844年
- ウィリアム・ロッカート 1844年
- ジョン・ジェームズ・ホープ・ジョンストン 1845年-1850年
- エドワード・プランケット 1850年
- ジョン・ダンカン 1850年-1852年
- ウィリアム・ベアード 1852年-1854年
- ウィリアム・ジョンストン 1854年-1859年
- トーマス・ヒル 1868年-1880年
- J.C.ボルトン 1880年-1897年[36]
- ジェームズ・クラーク・バンテン 1898年-1901年
- ジェームズ・トンプソン 1901年[37]-1906年[38]
- ジェームズ・キング 1906年[39]-1908年
- チャールズ・バイン・レンショー 1908年-1918年
- ヘンリー・アラン 1918年-1923年

### 主任技術者
- ロバート・シンクレア 1847年-1856年
- ベンジャミン・コナー 1856年-1876年
- ジョージ・ブリッテン 1876年-1882年
- ドゥガルド・ドラモンド 1882年-1890年
- ヒュー・スメリー 1890年
- ジョン・ランビー 1891年-1895年
- ジョン・F・マッキントッシュ 1895年-1914年
- ウィリアム・ピッカースギル 1914年-1923年

## 紋章
1865年7月から、カレドニアン鉄道は紋章として、スコットランドの国章の派生形を採用したが、今まで知られている限りではロード・ライアン・キング・オブ・アームズの承認を得たことはない。ライオンランパントにシッスル勲章のモットーNemo me impune lacessit（何人も咎無く我を害せず）と記したリボンを付けている。その上にはクレストとヘルメットがクラウンの上にある。サポーターはユニコーンである。この紋章は1866年8月にやや修正され、1888年9月からはさらに下部にリボンが追加され、"Caledonian Railway Company"と記された。シールドの基部からはセントアンドリューのメダリオンが下がっている。シージャントのライオンが正面を向いてクレストに重ね合わされ、その上には"In Defence"と記されている。モットーはNemo me impune lacessetとつづられていたが、1899年にNemo me impune lacessitと訂正された。